# Katrine Boorman
Katrine Boorman, född i London 1958, är en brittisk skådespelerska och filmproducent.

## Roller i urval
- 1981 – Excalibur
- 1984 – Marche a l'ombre
- 1987 – Hope and Glory
- 1988 – Camille Claudel
- 1989 – The Hitchhiker (TV-serie)
- 1996 – Pédale douce
- 1997 – Un amour de sorcière
- 2006 – Marie Antoinette